# Heinrich Herkner
Heinrich Herkner (ur. 27 czerwca 1863 w Reichenbergu, zm. 27 maja 1932 w Berlinie) – niemiecki ekonomista i reformator społeczny.

## Życiorys
Urodził się w Libercu (niem. Reichenberg) w Królestwie Czech i zmarł w Berlinie.
Studiował wraz z Lujo Brentano w Strasburgu. Następnie wykładał jako profesor na uniwersytetach we Fryburgu (1890–1892), Karlsruhe (1892–1898) i Zurychu (1898–1907), jak również na Uniwersytecie Technicznym (1907–1913) oraz Uniwersytecie Fryderyka Wilhelma (1913–1932) w Berlinie.
Początkowo był marksistą, jednak potem ukierunkował się w stronę realizmu. Aleksandra Kołłontaj wyjechała do Zurychu, by pobierać u niego nauki, jednak gdy odkryła, iż został on „rewizjonistą”, zaczęła poświęcać wiele swego czasu na uniwersytecie na podważaniu jego poglądów.
Jego główne dzieło, Die Arbeiterfrage, zostało po raz pierwszy opublikowane w 1894 roku.
Wraz z Maxem Weberem, Ferdinandem Tönniesem i Georgiem Simmelem był założycielem Deutsche Gesellschaft für Soziologie. W 1917 roku został następcą zmarłego Gustava von Schmollera na stanowisku przewodniczącego Verein für Socialpolitik i pełnił tę funkcję do roku 1929.

## Dzieła
- Die oberelsässische Baumwollenindustrie und ihre Arbeiter. Auf Grund der Thatsachen dargestellt (1887)
- Die soziale Reform als Gebot des wirtschaftlichen Fortschritts (1891)
- Die Arbeiterfrage (1894)
- Der Kampf um das sittliche Werturteil in der Nationalökonomie (1912)
- Krieg und Volkswirtschaft (1915)
- Deutschland und Deutsch-Österreich (1919)
- Liberalismus und Nationalismus 1848-1890 (1930)